# Paul Aguilar
Paul Nicolás Aguilar Rojas (* 6. März 1986 in Concordia, Sinaloa) ist ein mexikanischer Fußballspieler, der in der Verteidigung zum Einsatz kommt, sich aber auch immer wieder erfolgreich in den Angriff einschaltet.

## Biografie

### Verein
Aguilar wuchs im Nordwesten Mexikos auf; einer Gegend, in der Baseball mitunter populärer ist als Fußball. Auch der junge Aguilar war ein begeisterter Baseballspieler, bis er im Alter von zwölf Jahren seine Liebe zum Fußball entdeckte. Mit 16 Jahren verzog er nach Pachuca de Soto, um in den Nachwuchsmannschaften des CF Pachuca zu spielen. Bei diesem Verein erhielt er 2005 seinen ersten Profivertrag und debütierte am 6. August 2006 in einem Spiel gegen Cruz Azul (2:3) in der mexikanischen Primera División.
Mit Pachuca wurde er mexikanischer Meister der Clausura 2007 (Saison 2006/07) sowie bereits dreimal Sieger des CONCACAF Champions’ Cup in den Jahren 2007, 2008 und 2010. 2008 kam er auch bei den Spielen um die FIFA-Klub-Weltmeisterschaft zum Einsatz.
Weitere drei Meistertitel gewann er mit dem Club América.

### Nationalmannschaft
Sein Debüt in der mexikanischen Nationalmannschaft feierte er am 30. September 2009 in einem Spiel gegen Kolumbien (1:2), bei dem er sogleich sein erstes Länderspieltor erzielte. Bereits in seinem zweiten Länderspiel gegen Bolivien (5:0) am 24. Februar 2010 gelang ihm sein zweiter Länderspieltreffer.

## Erfolge

### Verein
- Mexikanischer Meister: Clausura 2006, Clausura 2013, Apertura 2014, Apertura 2018
- CONCACAF Champions’ Cup: 2007, 2008

### Nationalmannschaft
- CONCACAF Gold Cup: 2011, 2015